# Adrian Tchaikovsky

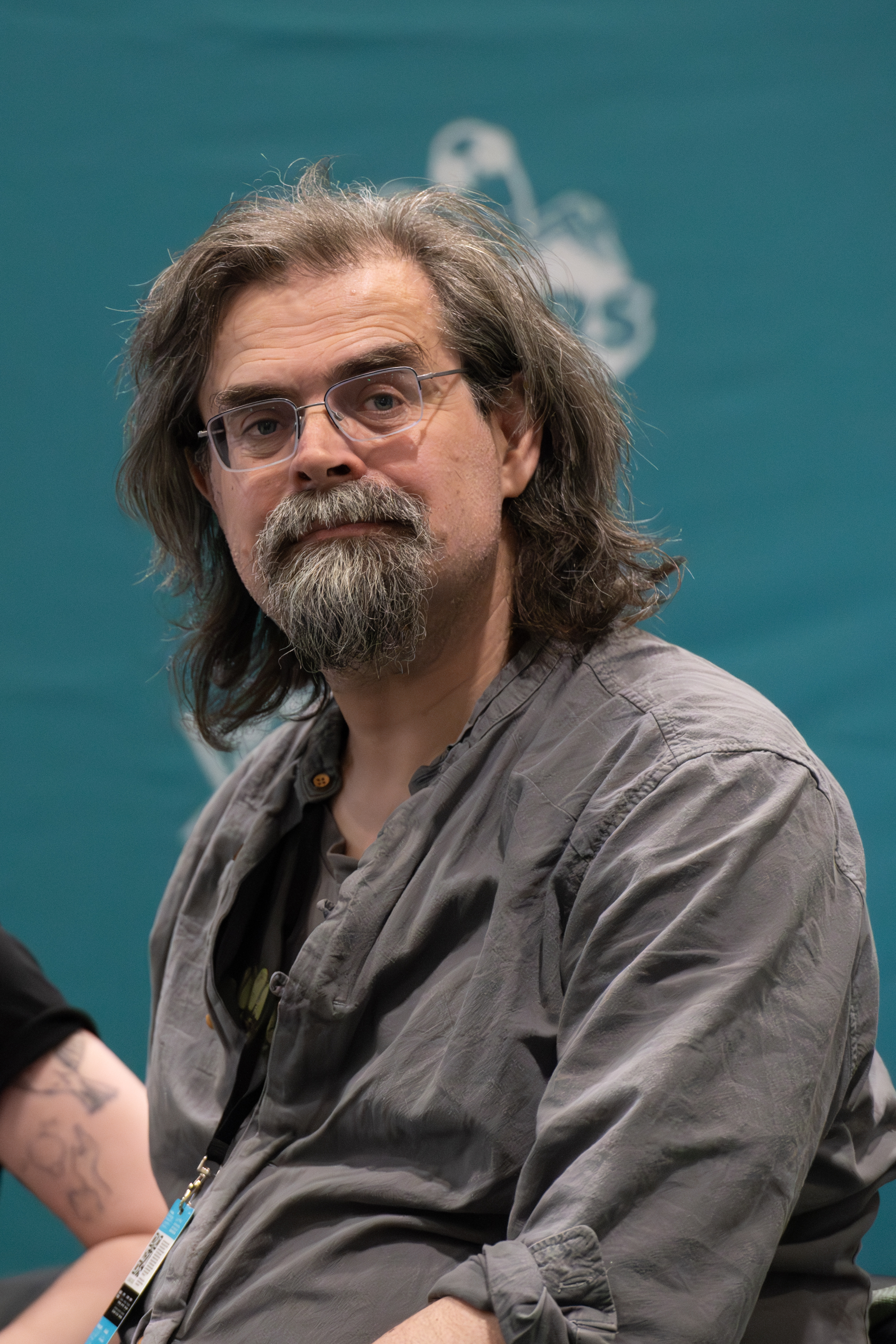
Adrian Tchaikovsky (2025)

Adrian Czajkowski (* 14. Juni 1972 in Woodhall Spa, England) ist ein britischer Fantasy- und Science-Fiction-Autor. Seine Bücher veröffentlicht er unter dem Namen bzw. der Schreibweise Adrian Tchaikovsky. Er ist bekannt für seine Schwarmkriege-Serie und seine Zeit-Reihe. Der erste Teil letzterer Reihe – Die Kinder der Zeit – wurde 2016 mit dem Arthur C. Clarke Award ausgezeichnet.

## Leben
Czajkowski studierte Psychologie und Zoologie an der University of Reading. Bevor er hauptberuflich Schriftsteller wurde, war er Mitarbeiter in Anwaltsbüros in Reading und Leeds. Er ist verheiratet und hat einen Sohn; zusammen mit seiner Familie lebt er in Leeds.
2019 wurde ihm von der University of Lincoln die Ehrendoktorwürde verliehen.

## Auszeichnungen
- 2016: Arthur C. Clarke Award für Die Kinder der Zeit[4]
- 2017: British Fantasy Award für The Tiger and the Wolf als bester Fantasy-Roman[5]
- 2020: BSFA Award – Best Novel für Die Erben der Zeit[6]
- 2021: Sidewise Award for Alternate History – Long Form Award für The Doors of Eden[7]
- 2022: BSFA Award – Best Novel für Shards of Earth[6]
- 2023: BSFA Award – Best Novel für City of Last Chances[8]
- 2023: Hugo Award – Best Series für The Children of Time[9]
- 2024: BSFA Award – Best Shorter Fiction für And Put Away Childish Things[10]

## Bibliographie
Schwarmkriege-Serie
1. Empire in Black and Gold (2008), dt. Invasion des Feuers und Der gepanzerte Spion (2010 in zwei Teilen veröffentlicht)
2. Dragonfly Falling (2009), dt. Die geflügelte Armee und Schwarzer Glanz (2010 in zwei Teilen veröffentlicht)
3. Blood of the Mantis (2009), dt. Goldene Magie (2011)
4. Salute the Dark (2010)
5. The Scarab Path (2010)
6. The Sea Watch (2011)
7. Heirs of the Blade (2011)
8. The Air War (2012)
9. War Master’s Gate (2013)
10. Seal of the Worm (2014)

- Spoils of War (Kurzgeschichten-Sammlung, 2016)
- A Time for Grief (Kurzgeschichten-Sammlung, 2017)
- For Love of Distant Shores (Kurzgeschichten-Sammlung, 2018)
- The Scent of Tears (Kurzgeschichten-Sammlung, 2018)

Zeit-Reihe
1. Children of Time (2015), dt. Die Kinder der Zeit (2015)[11]
2. Children of Ruin (2019), dt. Die Erben der Zeit (2019)[12]
3. Children of Memory (2022), dt. Die Feinde der Zeit (2023)[13]

Echoes of the Fall
1. The Tiger and the Wolf (2016)
2. The Bear and the Serpent (2017)
3. The Hyena and the Hawk (2018)

Dogs of War
1. Dogs of War (2017), dt. Im Krieg (2019)
2. Bear Head (2021)
3. Bee Speaker (2025)

The Final Architecture
1. Shards of Earth (2021), dt. Die Scherben der Erde (2022)[14]
2. Eyes of the Void (2022), dt. Die Augen der Galaxis (2023)[15]
3. Lords of Uncreation (2023), dt. Die Herren des Abgrunds (2024)[16]

The Tyrant Philosophers
1. City of Last Chances (2022)
2. House of Open Wounds (2023)
3. Days of Shattered Faith (2024)

Weitere Werke
- Guns of the Dawn (2015)
- Spiderlight (2016)
- Cage of Souls (2019)
- Firewalkers (2020)
- The Doors of Eden (2020), dt. Portal der Welten (2021)
- Elder Race (2021)
- Day of Ascension (2022)
- Alien Clay (2024)